# Cofferdam

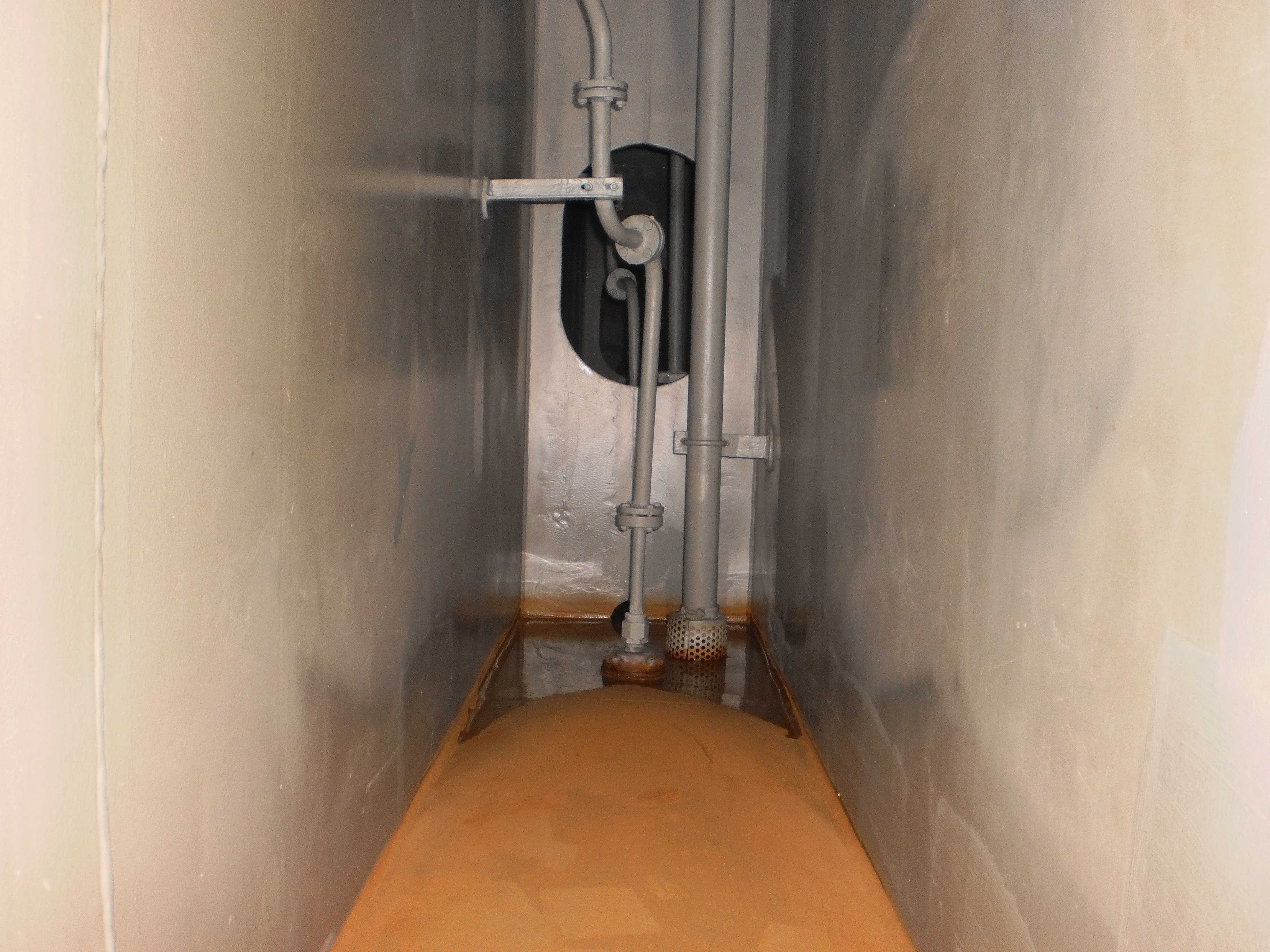

Un cofferdam ou maille sèche est un espace de séparation entre deux parties de la coque d'un navire ; il est délimité par deux cloisons étanches de part et d'autre.
Les cofferdams sont utilisés sur les navires cargo pour séparer la salle des machines des cales, ou entre deux cales ; ils sont particulièrement utiles pour les navires citernes pour limiter les risques d'explosion ou de pollution en cas d'accident.
Ils sont aussi le résultat du mode de construction par anneaux de certains navires. Chaque anneau est construit entièrement fermé, ce qui permet de commencer à l'aménager. Quand les anneaux sont assemblés, leurs cloisons sont redondantes et un espace existe entre les deux : le cofferdam. Il est utilisé comme espace technique pour faire passer gaines et tuyauteries.
Le Dictionnaire Quillet de la Langue française (éditions 1948 et 1959) l'attribue à un « navire de guerre » et mentionne qu'il est « bourré d'une matière spongieuse, qui obture les voies d'eau » en se gonflant, lorsque le navire est atteint par un tir de missile.